# 卡斯珀·森诺高
卡斯珀·森诺高（丹麥語：Kasper Søndergaard，1981年6月9日—），丹麦男子手球运动员。他曾代表丹麦国家队参加2008年、2012年和2016年夏季奥林匹克运动会手球比赛，其中2016年奥运会获得一枚金牌。